# Liste der Kulturdenkmäler in Kuhardt
In der Liste der Kulturdenkmäler in Kuhardt sind alle Kulturdenkmäler der rheinland-pfälzischen Ortsgemeinde Kuhardt aufgeführt. Grundlage ist die Denkmalliste des Landes Rheinland-Pfalz (Stand: 26. Juni 2023).

## Einzeldenkmäler
| Bezeichnung                                 | Lage                                  | Baujahr | Beschreibung | Bild                           |
| ------------------------------------------- | ------------------------------------- | ------- | --- | ------------------------------ |
| Kriegergedächtniskapelle und Friedhofskreuz | Hördter Straße, auf dem Friedhof Lage | ab 1847 | Kriegergedächtniskapelle, kleiner historisierender Bau, 1914/18; Friedhofskreuz, Rotsandstein, bezeichnet 1847                      | weitere Bilder Fotos hochladen |
| Katholische Kirche St. Anna                 | Kirchstraße, neben Nr. 2 Lage         | 1758    | gotischer Turm; Nord- und Westwand des Vorgängerbaus von 1758 im Neubau von 1957; Kruzifix auf spätbarockem Sockel, bezeichnet 1826 | Fotos hochladen                |